# آمادئوس (فیلم)
آمادئوس (به انگلیسی: Amadeus) یک فیلم درام زندگی‌نامه‌ای تاریخی آمریکایی محصول سال ۱۹۸۴ به کارگردانی میلوش فورمن است که با بازی اف. موری آبراهام و تام هولس ساخته شده است. پیتر شِیفِر این فیلم را بر اساس نمایشنامه‌اش در سال ۱۹۷۹ با عنوان آمادئوس اقتباس کرد که در اصل از نمایشنامه موزارت و سالییری نوشته الکساندر پوشکین در سال ۱۸۳۰ الهام گرفته بود. شِیفِر این اثر را «فانتزی‌ای بر پایه‌ی یک موضوع واقعی» توصیف کرده، چرا که در آن به رقابتی خیالی میان دو آهنگساز قرن هجدهمیِ وین، ولفگانگ آمادئوس موتسارت (با بازی هولس) و آنتونیو سالییری (با بازی آبراهام) پرداخته می‌شود. سالییری تلاش می‌کند تحسین حرفه‌ای‌اش نسبت به موتسارت را با نفرت و حسادتش آشتی دهد و تصمیم می‌گیرد برای انتقام از خدا، زندگی حرفه‌ای موتسارت را نابود کند.
آمادئوس نخستین‌بار در تاریخ ۶ سپتامبر ۱۹۸۴ در لس آنجلس به نمایش درآمد. سیزده روز بعد، در تاریخ ۱۹ سپتامبر ۱۹۸۴، توسط کمپانی اوریون پیکچرز اکران شد و با تحسین گسترده‌ای روبه‌رو شد و به فروشی بیش از ۹۰ میلیون دلار دست یافت. این فیلم نامزد دریافت ۵۳ جایزه شد و ۴۰ جایزه از جمله هشت جایزه اسکار (از جمله جایزه اسکار بهترین فیلم و جایزه اسکار بهترین کارگردانی)، چهار جایزه بفتا، چهار جایزه گلدن گلوب (از جمله جایزه گلدن گلوب بهترین فیلم – درام و جایزه گلدن گلوب بهترین کارگردانی) و یک جایزه انجمن کارگردانان آمریکا برای کارگردانی برجسته در فیلم بلند را دریافت کرد. آبراهام و هولس هر دو نامزد جایزه اسکار بهترین بازیگر مرد شدند که آبراهام این جایزه را برد. در سال ۱۹۹۸، انستیتوی فیلم آمریکا این فیلم را در رتبه ۵۳ فهرست ۱۰۰ سال… ۱۰۰ فیلم قرار داد. در سال ۲۰۱۹، کتابخانه کنگره ایالات متحده این فیلم را به دلیل «اهمیت فرهنگی، تاریخی یا زیبایی‌شناختی» برای نگهداری در فهرست ملی ثبت فیلم انتخاب کرد.

## داستان
داستان این فیلم دربارهٔ بخش‌هایی از زندگی و همچنین چگونگی مرگ ولفگانگ آمادئوس موتسارت است.
فیلم با یک قطعهٔ کوتاه موسیقی و نمایی از یک کالسکه، تصاویری از برف و یخ، و کوچه‌های پیچ‌درپیچ آغاز می‌شود. ناگهان فریادهای کوتاهِ «موتسارتِ موتسارت» آنتونیو سالیِری (اف. موری آبراهام) به گوش می‌رسد. سالیری، درحالی‌که فریاد می‌زند و اعتراف می‌کند که ولفگانگ آمادئوس موتسارت (تام هولس) را کشته، خونین و مالین، توسط خدمه‌اش پیدا می‌شود. سالیری خودکشی کرده‌است و توسط خدمه‌اش به یک بیمارستان، که در واقع یک آسایشگاه روانیِ وحشتناک است، برده می‌شود.

در صحنهٔ بعد، کشیشی به آسایشگاه روانی وارد می‌شود و نزدِ سالیری می‌رود. ابتدا سالیری قصدِ پذیرفتنِ کشیش را ندارد، اما لحظاتی بعد نظرش عوض می‌شود.
سالیری قطعاتی از آهنگ‌هایی را که در دوران جوانی و شهرت خود ساخته، برای کشیش می‌نوازد؛ اما کشیش هیچ‌کدام از آن‌ها را نمی‌شناسد. آنگاه سالیری قطعه‌ای از موتسارت می‌نوازد و کشیش فوراً آن را می‌شناسد و ادامهٔ آن را زمزمه می‌کند.

از اینجا فیلم وارد مرحلهٔ دیگری می‌شود. کشیش از سالیری می‌خواهد که اعتراف کند، و سالیری با مرور دوران کودکی خود شروع می‌کند و آن دوران را با دوران کودکی موتسارت مقایسه می‌کند. در همین حال، صحنه‌هایی از کودکی هردو نمایش داده می‌شود: موتسارت سرگرم نواختن موسیقی است و، در جایی دیگر، سالیری در حال بازی کردن با بچه‌های هم‌سن‌وسال خود. روزی سالیری در ایام کودکی دعا می‌کند و از خدا می‌خواهد که آهنگساز و نوازنده‌ای بزرگ شود. دیری نمی‌گذرد که پدر سالیری در هنگام غذا خوردن می‌میرد، و بدین ترتیب مشکل اصلی آرزوی سالیری برای آهنگساز شدن برطرف می‌شود و او به شهر وین، که آن زمان مرکز موسیقی جهان به‌شمار می‌رفت، می‌رود و تبدیل به آهنگسازی معروف می‌شود.

از اینجا فیلم مجدداً به زمان گذشته برمی‌گردد، اما این بار به دورانی که سالیری تقریباً مردی چهل‌ساله است و تبدیل به آهنگسازی بزرگ و نامدار در سراسر اروپا شده‌است.

فیلم به شبی رجوع می‌کند که قرار است موتسارت به وین بیاید و در یک میهمانی قطعاتی از او نواخته شود. سالیری مشتاقانه در آن شب خود را به میهمانی رسانده تا موتسارت معروف را ملاقات کند. او در سالن‌های مختلف به دنبال موتسارت است، اما او را پیدا نمی‌کند. ناگهان، به‌شکلی غیرمنتظره، در سالن غذاخوری -که خالی است- با موتسارت مواجه می‌شود، آن‌هم در هنگامی که موتسارت مشغول عشق‌بازی و سربه‌سر گذاشتن نامزد خود، کنستانتسه (الیزابت بِریج)، است.
در همین هنگام قطعه‌ای از موتسارت پخش می‌شود و ناگهان او از جا بلند می‌شود و سریعاً خود را به سالن اصلی می‌رسانَد. اینجاست که سالیری متوجه می‌شود آن مرد سبک‌سر و بی‌ادبی که مشغول عشق‌بازی بود، کسی نیست جز موتسارت! سالیری از کشف این حقیقت بسیار بهت‌زده می‌شود، چون او انتظار شخصیتی دیگر را داشته‌است. موتسارت قطعه موسیقی خود را در جلو اسقف اعظم اجرا می‌کند و قرار می‌شود که در وین بماند. موسیقی او بی‌نظیر است و همگان را مجذوب می‌کند، و بیشتر از همه، سالیری را که از همان هنگام حس حسادت او به موتسارت تحریک شده بود.
یوزف دوم (جفری جونز)، امپراتور اتریش، تمایل پیدا می‌کند موتسارت را ملاقات کند. سالیری، که آهنگساز دربار است، از یک طرف برای این‌که موقعیت خود را حفظ کند و از طرف دیگر برای این‌که خودی جلوِ موتسارت نشان دهد، قطعه‌ای کوتاه به‌منظور خوشامدگویی به موتسارت می‌سازد و به امپراتور تقدیم می‌کند. جلسهٔ ملاقات برگزار می‌شود. موتسارت کاملاً نبوغ خودش را نشان می‌دهد و با اصلاح و تغییر دادن و نواختن مجدد قطعه‌ای که سالیری ساخته، مجدداً حسادت او و دیگر بزرگان موسیقیِ حاضر در جلسه را -که اغلب اصالتاً ایتالیایی‌اند- برمی‌انگیزد. در انتهای ملاقات قرار می‌شود که موتسارت یک اپرا به زبان آلمانی در وین اجرا کند که در نوع خود بدعتی تازه به‌شمار می‌آید.

سالیری شیفتهٔ خوانندهٔ زن جوانِ اپرا، کاتِرینا کاوالیِری، است، که ازقضا شاگرد خصوصی سالیری نیز هست. وقتی کاوالیِری برای تمرین موسیقی به نزد سالیری می‌رود، از علاقهٔ خود برای دیدن موتسارت و کار کردن با او صحبت می‌کند، و سالیری -که حسادتش بار دیگر تحریک شده- سعی می‌کند نزدِ او از موتسارت بدگویی کند.

در صحنهٔ بعد، موتسارت سرگرم رهبری و اجرای اپرای خود در سالن اپرای سلطنتی است. سالیری در گوشه‌ای نشسته و درحالی‌که مجذوب موسیقی موتسارت شده، با کینه به او نگاه می‌کند؛ به این دلیل که کاوالیِری، یعنی زن موردعلاقه‌اش، در اپرای موتسارت حضور دارد و مشغول خواندن است. اپرا تمام می‌شود. امپراتور کاملاً به وجد آمده و حضار همه موتسارت را تشویق می‌کنند. سالیری نیز فوراً خود را می‌رسانَد. امپراتور به موتسارت تبریک می‌گوید؛ اما، ازآنجاکه امپراتور به شنیدن اپراهای قدیمی عادت کرده، طبیعتاً عمق شاهکار بدیع موتسارت را درک نمی‌کند و به همین دلیل سعی می‌کند از کار او ایرادهای کوچکی بگیرد. موتسارتِ خودپسند ناراحت می‌شود و درصدد توجیه و بگومگو با امپراتور برمی‌آید. در همین حین، صدای مادرِ کنستانتسه، نامزدِ موتسارت، به گوش می‌رسد. امپراتور مادر و دختر را به حضور می‌طلبد و ضمن آشنایی با آن‌ها از موتسارت می‌خواهد که در وین بماند و بدون اجازه گرفتن از پدر با کنستانتسه ازدواج کند. کاوالیِری، که به موتسارت علاقه‌مند است، از دیدن این صحنه رنجیده می‌شود، و البته سالیری نیز دشمنی شدید با موتسارت پیدا می‌کند؛ زیرا دریافته که زن موردعلاقه‌اش به موتسارت تمایل دارد. سالیری در تنهاییِ خود مدام مشغول دعا و نیایش می‌شود، و از خدا می‌خواهد که موتسارت وین را ترک کند. از طرفی، لئوپُلد (روی دوتریس)، پدر موتسارت، برای او نامه می‌نویسد که در حال آمدن به وین برای برگرداندن اوست. اما موتسارت با کنستانتسه ازدواج می‌کند و در وین می‌مانَد.

امپراتور برای یکی از اقوام نزدیک خود، که دختری جوان است، به دنبال یک معلم موسیقی می‌گردد. او که به انتخابِ موتسارت تمایل دارد، از سالیری مشورت می‌خواهد. از طرفی، موتسارت وضع مالیِ بدی دارد و برای این‌که بتواند جزو آهنگ‌سازان سلطنتی شود و از حقوق و مزایا برخوردار شود، نیاز به بررسی آهنگ‌های خود توسط هیئت آهنگ‌سازان سلطنتی دارد. او از این وضعیت بسیار ناراضی است و تصمیم می‌گیرد که آثار خود را به آن‌ها ارائه ندهد.
کنستانتسه نگران وضعیت مالیِ خودشان است؛ بنابراین، تصمیم می‌گیرد آثار شوهرش را بدون اطلاع او به نزد سالیری ببرد تا او سفارش موتسارت را نزد امپراتور بکند. سالیری آثار را یک وارسی سریع می‌کند و آنچنان مجذوب آن‌ها می‌شود که به نوعی جنون آنی دچار می‌شود. درواقع، تا انتهای فیلم، سالیری تنها کسی است که عمق هنر موتسارت را درک می‌کند. سالیری از آثار موتسارت پیش کنستانتسه تمجید می‌کند، ولی می‌گوید در عوضِ سفارش کردن موتسارت پیش امپراتور، باید با او معاشقه کند، و از کنستانتسه می‌خواهد که شب تنها نزدِ او بیاید. درواقع، سالیری با این کار، به‌نوعی قصدِ انتقام گرفتن از موتسارت را دارد. شب‌هنگام، کنستانتسه مجدداً به خانهٔ سالیری می‌رود و لباس‌های خود را درمی‌آورَد. در همین حین، سالیری، برای تحقیرِ او، بی‌شرمانه مستخدم خود را خبر می‌کند و از او می‌خواهد که کنستانتسه را به بیرون هدایت کند. کنستانتسه، که بسیار ناراحت است، تمام شب را می‌گرید، و سالیری، که دیوانه‌وار نسبت به موتسارت کینه پیدا کرده، مجسمهٔ مسیح را را می‌سوزانَد و خدا را متهم به بی‌عدالتی می‌کند؛ زیرا معتقد است که خداوند موتسارت را -که فردی خودپسند و هرزه است- به‌عنوان «ساز خود» برگزیده‌است.

بدگویی‌های سالیری پشت‌سرِ موتسارت ادامه پیدا می‌کند. موتسارت، که از دشمنی‌های سالیری کاملاً بی‌خبر است، به سراغ او می‌رود. درواقع، موتسارت هرگز تا انتهای فیلم متوجه دشمنی‌ها و کینه‌جویی سالیری نمی‌شود.

موتسارت به سالیری می‌گوید که نیاز به وام دارد و مشغول ساختن یک اپرای استثنایی است، اما به جزئیات اشاره‌ای نمی‌کند. سالیری تقاضای وام را رد می‌کند و درعوض او را نزدِ یک مردِ ثروتمند می‌فرستد که از هنر چیزی نمی‌داند. موتسارت به خانهٔ آن مرد می‌رود تا به دختر او موسیقی بیاموزد؛ اما آنجا کسی به‌درستی به موسیقی توجه ندارد. موتسارت، که احساس می‌کند به او توهین شده، منزل را با عصبانیت ترک می‌کند و عصبی و مست به‌سمت خانه می‌رود و ناگهان در راه‌پلهٔ خانه‌اش با پدر خود -که تازه از راهِ زالتسبورگ، زادگاهِ موتسارت، رسیده- مواجه می‌شود. با هم به درونِ خانه می‌روند و پدر، که وضعِ به‌هم‌ریخته خانه را دیده، از اوضاع و احوال مالی آن‌ها جویا می‌شود. موتسارت به او می‌گوید که اوضاع خوب نیست و او شاگرد خصوصی هم ندارد، اما درعوض مشغول نوشتن اپرایی است که می‌تواند شرایط را عوض کند. اما از نشان دادن آن حتی به پدر هم امتناع می‌کند. در همین حین، کنستانتسه به آن دو ملحق می‌شود و موتسارت پیشنهاد می‌کند که به یک میهمانی بروند و برقصند. میهمانی، که بیشتر شبیه به مراسم بالماسکه است، در حال برگزاری است. سالیری هم برحسب اتفاق در آنجا حضور دارد. حضار از موتسارت می‌خواهند که چند شیرین‌کاری نوازندگی ارائه دهد و او این کار را با پیانو انجام می‌دهد. در ادامه، به تقلید کردن و مسخرگی چند آهنگ‌ساز دیگر می‌پردازد که یکی از آن‌ها سالیری است، آن‌هم به درخواستِ خودش به‌صورت ناشناس، و او که از نزدیک شاهد مسخره شدن خود است، کینهٔ بیشتر و بیشتری نسبت به موتسارت پیدا می‌کند. سالیری این را هم مجازاتی از طرف خداوند می‌بیند.

سالیری، ازآنجاکه می‌داند موتسارت توان مالیِ گرفتن خدمتکار را ندارد، برای اینکه جاسوسی در منزل موتسارت داشته باشد، برای او به‌طور ناشناس خدمتکاری به منزلش می‌فرستد. لئوپلد، پدر موتسارت، از آمدن مستخدم به درون منزل جلوگیری می‌کند و بین او کنستانتسه مشاجره صورت می‌گیرد و پدر، آن دو را تهدید به ترکِ منزل می‌کند. موتسارت در این روزها شبانه‌روز بر روی اپرای خود کار می‌کند. سالیری از مستخدم می‌خواهد که هر موقع آن‌ها بیرون رفتند او را خبر کند. در یکی از روزها، که موتسارت و همسرش برای اجرای کنسرت بیرون می‌روند، سالیری به درون منزل می‌رود و از ماجرای نوشتن اپرا، آن هم به زبان ایتالیایی توسط موتسارت، باخبر می‌شود و آن را سریعاً با دوستان خود در دربار مطرح می‌کند. آن‌ها متوجه می‌شوند موضوع اپرای موتسارت برمبنای عروسی فیگارو، نمایش‌نامهٔ فرانسوی، است و آن قبلاً توسط امپراتور ممنوع اعلام شده؛ بنابراین، به سراغ امپراتور می‌روند و به او اطلاع می‌دهند. امپراتور موتسارت را می‌خواهد و از او دربارهٔ اپرایش سؤال می‌کند. موتسارت، از اینکه آن‌ها چطور از موضوع باخبر شده‌اند بهت‌زده می‌شود، اما با تمام وجود به امپراتور اطمینان می‌دهد که اپرای او مضمون سیاسی ندارد و موضوع آن «عشق» است؛ او قسمت‌هایی از آن را بازگو و اجرا می‌کند، و نهایتاً مجوز اجرای آن را می‌گیرد.

این بار موتسارت در حال تمرین اپرای خود است، که سالیری متوجه می‌شود در اپرای او رقص وجود دارد و رقص نیز جزو ممنوعیت‌ها محسوب می‌شود؛ بنابراین، موتسارت دومرتبه به دردسر می‌افتد، و این بار نیز، از همه‌جا بی‌خبر، برای میانجی‌گری به سراغ سالیری می‌رود. سالیری موذیانه به او قول همکاری می‌دهد. اما یک اتفاق به نفع موتسارت تمام می‌شود: خودِ امپراتور در یکی از جلساتِ تمرین حاضر می‌شود و چون کار را بدون رقص نمی‌پسندد، شخصاً مجوز اجرای رقص را می‌دهد.

موتسارت اپرای خود را اجرا می‌کند؛ کاری کاملاً جدید است؛ در نظر سالیری یک شاهکار است، اما امپراتور، که موسیقی‌دان نیست، از دیدن این اپرای طولانی کمی خسته می‌شود و خمیازه‌ای سر می‌دهد. این اتفاق موجب می‌شود که اپرا موفقیت خوبی به دست نیاورَد. موتسارت مجدداً نزدِ سالیری می‌رود و با او صحبت می‌کند، و سالیری این بار نیز موذیانه به او قول کمک می‌دهد.

این بار نوبت به سالیری رسیده‌است. او مشغول رهبری اپرای خود است. کار سالیری این بار یک شاهکار از آب درآمده؛ امپراتور اذعان می‌کند که این بهترین اپرایی است که تابه‌حال ساخته شده. اما سالیری منتظر عکس‌العمل موتسارت است و نظر او برایش بیشترین اهمیت را دارد؛ موتسارت نیز از او تمجید می‌کند.

موتسارتِ سرخورده، دوستان تازه‌ای برای خود پیدا کرده‌است. آن‌ها چند بازیگر اپرا هستند که نه در سالن‌های سلطنتی، بلکه برای مردم کوچه و بازار برنامه اجرا می‌کنند. موتسارت مست، همراه رفقایش به خانه می‌آید و کنستانتسه به همراه بچه‌ای که تازه به دنیا آورده، در گوشه‌ای غمگین نشسته‌است. او به موتسارت اطلاع می‌دهد که پدرش مرده‌است. مرگ پدر روی موتسارت تأثیر بسیار عمیقی دارد. او مشغول ساخت و اجرای اپراهای سوزناک و سیاه، ازجمله دون ژوان، می‌شود. سالیری، که از تأثیر مرگ پدر موتسارت بر آهنگ‌ساز باخبر شده، و می‌داند که موتسارت بر این باور است که پدرش همچنان حتی بعد از مرگ هم بر او نظارت دارد، حیله‌ای شیطانی به ذهنش می‌رسد. او که می‌داند موتسارت به‌شدت فقیر است، کسی را به سراغ او می‌فرستد و سفارش ساخت یک موسیقی رکوئیم (آمرزش‌خوانی) را می‌دهد، و وعدهٔ پول خوبی نیز به موتسارت می‌دهد. سالیری به‌خوبی می‌داند که برداشت موتسارت از این سفارش، نتیجه‌ای جز مرگ او دربرندارد، و در واقع این موسیقیِ مرگ خودِ موتسارت است. موتسارت به همراه همسر و فرزندش به یکی از سالن‌های نمایش معمولی در شهر می‌روند و او جذب فانتزی و سادگی محیط آنجا می‌شود، و پیشنهاد دوست بازیگرش مبنی بر نواختن و ساختن قطعات موسیقی برای اجرای عمومی را می‌پذیرد. او که به‌شدت فقیر شده، از طرفی توانِ پرداخت بدهی‌های خود را ندارد، از طرفی نوشتن رکوئیم او را به کام مرگ می‌کشانَد، و از طرفی باوری به موفقیت موسیقی عامه‌پسند ندارد. مجموعهٔ این عوامل کم‌کم موتسارت را تبدیل به دیوانه‌ای ترسناک کرده‌است، که حتی خدمتکار خانه نیز، از ترس موتسارت، دیگر تمایلی به کار در آن منزل ندارد. اما بالاخره موتسارت تصمیم می‌گیرد که یک اپرای عامه‌پسند بسازد و فعلاً سفارش پرسود موسیقی سوگواری را به عقب بیندازد. سالیری که از این ماجرا اطلاع پیدا کرده، مجدداً کسی را به سراغ موتسارت می‌فرستد تا سفارش را یادآوری کند. کنستانتسه، که از خطر این سفارش بی‌اطلاع است، به خاطر پول به موتسارت فشار می‌آورَد که سفارش را تمام کند. موتسارت به مستی پناه می‌بَرَد و صبحِ روز بعد، همسر و فرزندش، درحالی‌که موتسارت با دوستانش در کلبه‌ای در حال عیش‌ونوش است، او را ترک می‌کنند.

موتسارت به هر شکلی هست، اپرای عامه‌پسند خود را به پایان می‌رسانَد و آن را اجرا می‌کند. در حین اجرا، از شدت ضعف و خستگی از هوش می‌رود و سالیری خود را می‌رسانَد و او را به منزل می‌بَرَد. سالیری در خانه اعتراف می‌کند که موتسارت بهترین آهنگ‌ساز است. در همین حین، امانوئل شیکاندر، همکارِ نمایش‌نامه‌نویس و بازیگرِ موتسارت، با چند نفر از همکاران آمده و در می‌زند. اپرا با موفقیت روبه‌رو شده و او سهم موتسارت را از فروش آورده. موتسارت از سالیری تقاضا می‌کند که در را باز کند. سالیری پول را از بازیگر تحویل می‌گیرد، اما در نهایتِ سنگدلی ماجرا را به موتسارت نمی‌گوید و به‌جای آن به او می‌گوید که مرد سفارش‌دهندهٔ رکوئیم پشتِ در بوده و پیشنهاد داده که موتسارت بهتر است برای دریافت پول بیشتر، سفارش را تا فرداشب به اتمام برساند! موتسارت معتقد است که تا فرداشب نمی‌تواند آن را تمام کند. اینجاست که سالیری پیشنهاد کمک می‌دهد. آن‌ها شروع به ادامهٔ نوشتنِ قطعه می‌کنند. سالیری نت‌ها را روی کاغذ می‌آورَد. در همین حین، کنستانتسه احساس نگرانی می‌کند و تصمیم به بازگشت به خانه می‌گیرد. موتسارت و سالیری تا صبح کار می‌کنند و چند قسمت از موسیقی را به پایان می‌برند.

موتسارت، که تا آن لحظه فکر می‌کرده سالیری به او توجهی ندارد، متوجه می‌شود که اشتباه کرده، و از سالیری معذرت‌خواهی می‌کند. این عذرخواهی روی سالیری تأثیر می‌گذارد، اما کار از کار گذشته‌است. موتسارت با اتمام آن موسیقیِ سوگواری، سندِ مرگ خودش را امضا کرده‌است. کنستانتسه از راه می‌رسد و وارد خانه می‌شود. موتسارت و سالیری در اتاق خوابیده‌اند. موتسارت از سروصدا بلند می‌شود و همسر و فرزندش را می‌بیند. این آخرین دیدار است. کنستانتسه از سالیری می‌خواهد که خانه را ترک کند، و به موتسارت می‌گوید که دیگر بر روی آن موسیقی سوگواری کار نکند. سالیری از رفتن امتناع می‌کند و می‌گوید که فقط به گفتهٔ موتسارت آنجا را ترک خواهد کرد. کنستانتسه رو به موتسارت می‌کند تا نظر او را جویا شود؛ اما موتسارت به خواب ابدی فرورفته‌است.

جسد موتسارت به قبرستان برده می‌شود و سالیری به آرزوی خود رسیده‌است. جنازهٔ او، در هوایی بارانی و فضایی دلگیر، بدون همراهی خانواده و آشنایان، با درشکه به جایی نسبتاً دور برده می‌شود و با حالتی دردناک به روی چند جنازهٔ دیگر پرتاب و روی آن‌ها آهک ریخته می‌شود. دیگر هیچ فرقی دیگر بین نابغهٔ موسیقی با افراد دیگر نیست!

از اینجا فیلم به زمان حال بازمی‌گردد. سالیریِ پیر مشغول اعتراف نزدِ کشیش است. او به کشیش می‌گوید که خداوند تمام این بلاها را به سر او آورده‌است، و اینکه در طول این ۳۲ سال او چه رنجی را متحمل شده‌است. موسیقی او هر روز ضعیف‌تر و ناتوان‌تر، و نام موتسارت هر روز جاودانه‌تر شده‌است.

در این هنگام، فردی وارد می‌شود و سالیری را برای غذا خوردن به بیرون می‌بَرَد؛ و او، در حین عبور از میان بیماران روانی و زنجیری، به آن‌ها می‌گوید: «من برای شما طلب آمرزش می‌کنم».

## بازیگران
- اف. موری آبراهام در نقش آنتونیو سالییری
  - مارتین کاوانی در نقش جوانی سالییری
- تام هولس در نقش ولفگانگ آمادئوس موتسارت
  - Miroslav Sekera در نقش جوانی موتسارت
- الیزابت بریج در نقش Constanze Mozart
- روی دوتریس در نقش لئوپلد موتسارت
- سیمون کالو در نقش امانوئل شیکاندر
- کریستین ابرسول در نقش Caterina Cavalieri
- جفری جونز در نقش یوزف دوم، امپراتور مقدس روم
- چارلز کی در نقش Count Orsini-Rosenberg
- کنت مک‌میلان در نقش Michael Schlumberg (Director's Cut)
- کنی بیکر در نقش Parody Commendatore
- لیزابت بارتلت در نقش Papagena
- Barbara Bryne در نقش Frau Weber – Mozart's scandalous landlady and later mother-in-law.
- Roderick Cook در نقش Count von Strack
- میلان دمیانکو در نقش Karl Mozart
- Peter DiGesu در نقش Francesco Salieri
- مارتا یارولیمکووا در نقش Princess Elisabeth, the niece of King Joseph II of Austria and a princess of the Austrian Empire.
- Michele Esposito در نقش Salieri's student (Director's Cut)
- Richard Frank در نقش Father Vogler
- پاتریک هاینس در نقش جوزپه بونو
- Nicholas Kepros در نقش هیرونیموس فون کلوردو, Prince-Archbishop of Salzburg
- فلیپ لنکوفکسی در نقش Salieri's Servant
- هرمن مکلر در نقش Priest
- جاناتان مور در نقش گاتفریت فان سویتن
- سینتیا نیکسون در نقش Lorl, Mozart's maid
- Brian Pettifer در نقش Hospital Attendant
- وینسنت شیاولی در نقش Salieri's Valet
- Douglas Seale در نقش Count Arco – Colloredo's counselor
- کسی استوارت در نقش Gertrude Schlumberg (Director's Cut)
- John Strauss در نقش Conductor
- کارل-هاینز توبر در نقش Wig Salesman
- Rita Zohar در نقش Frau Schlumberg (Director's Cut)